# Volnočasové centrum H55
Volnočasové centrum H55 je komunitní centrum na adrese Hloubětínská čp. 1138/5 v Hloubětíně v městské části Praha 14 v blízkosti římskokatolického kostela sv. Jiří. Bylo vybudováno v letech 2017–2019 podle projektu Ing. arch. Petra Synovce. Centrum nabízí sportovní, kulturní a společenské aktivity především pro obyvatele Hloubětína, součástí je i kavárna. Název volnočasového centra odkazuje na původní dům č. p. 55, který zde stával a postupně sloužil jako škola, družina a knihovna. Provozovatelem H55 je Praha 14 kulturní, příspěvková organizace městské části Praha 14. Od března 2020 je v budově pobočka Městské knihovny v Praze.

## Současná budova čp. 1138
H55 vznikla na volné ploše u památkově chráněného kostela sv. Jiří, zahrad Hloubětínského zámečku a Křižovnického dvora. Mezinárodní architektonická soutěž byla vypsána v roce 2014. Důležitým kritériem byla energetická náročnost budovy. V roce 2017 bylo vydáno stavební povolení. Realizován byl projekt Ing. arch. Petra Synovce, který vychází ze soutěžního návrhu vypracovaného ve spolupráci s Martinem Joskem, Jakubem Sedláčkem a Eduardem Sojkou. Stavba byla dokončena 23. září 2019. Volnočasové centrum bylo otevřeno v prosinci 2019.
Prosklená budova má 2 nadzemní a 1 podzemní podlaží. Zastavěná plocha měří 342 metrů čtverečních. V přízemí je kavárna s kapacitou 50 míst, která navazuje na zahradu. V suterénu se nachází multifunkční sál s kapacitou 100 míst, který je využíván pro sport, přednášky, filmové projekce a divadelní představení. V prvním patře je pobočka Městské knihovny, pod střechou pak kanceláře a dva ateliéry (klubovny). Na zahradě byl vybudován altán.

## Původní budova čp. 55
Na místě volnočasového centra stával jednopatrový dům čp. 55 z let 1862–1863, který sloužil jako škola. Pozemek poskytl obci rytířský řád křižovníků s červenou hvězdou, který spravoval sousední kostel. Řád také přispěl na stavební materiál a zaplatil řemeslníky. Škola byla vysvěcena 28. září 1863. Nedostatkem školy byla její malá kapacita – jen jedna učebna a obtížné vytopení na přijatelnou teplotu.
V roce 1875 se původní třída v prvním patře příčkou rozdělila na dvě a v roce 1883 přibyla třetí učebna v přízemí budovy, které dříve sloužilo jako byt učitele. Ten se proto musel přestěhovat do upraveného hospodářského stavení. Protože dětí přibývalo a do hloubětínské školy docházely i děti z Hrdlořez, byla v roce 1890 výnosem c. k. zemské školní rady zřízena čtvrtá třída. Do domu č. p. 55 se už další třídy nevešly, proto se nedaleko na tehdejším obecním poli postavila nová škola. Místní školní rada vybrala návrh hloubětínského stavitele K. Felixe a 14. srpna 1890 byl slavnostně položen základní kámen budoucí šestitřídní školy čp. 78. Nová škola byla vysvěcena 13. září 1891.
V domě č. p. 55 bývala poté provozována školní družina a jistý čas také knihovna.

## Pobočka Městské knihovny
Pobočka Městské knihovny byla v Hloubětíně otevřena v roce 1923, tedy rok po připojení Hloubětína k hlavnímu městu Praha. Získala tehdy číslo 13. Jistý čas fungovala v budově bývalé školy čp. 55. Později se přesunula do Domu služeb na Vetiškově náměstí, který je od devadesátých let v soukromém vlastnictví. Tam byla provozována do 16. ledna 2020, pak se začala stěhovat. Od 9. března 2020 se vrátila na pozemek čp. 55, kde vzniklo moderní volnočasové centrum. Knihovna byla vyprojektována pro kapacitu přibližně 14 tisíc svazků. Součástí vybavení je přístup na internet, WiFi zdarma a bibliobox pro vracení knih mimo běžnou otevírací dobu.

## Další komunitní centra na Praze 14
V Kyjích se nachází kulturní dům, na Lehovci je KC Kardašovská, na Černém Mostě Plechárna a v Hostavicích kavárna v parku Pilská. 